# ما وراء الثقافة
ما وراء الثقافة هو كتاب صدر عام 1976 عن عالم الأنثروبولوجيا إدوارد تي هال.

## نقل الامتداد
انظر أيضًا: Meme

## اقتباسات
- أحد العوامل الرئيسية في شرح الحالة المحزنة للتعليم الأمريكي يمكن إيجاده في البيروقراطية المفرطة، التي تتجلى في الإلزام على دمج مدارسنا العمومية في مصانعنا الهائلة وزيادة جامعتنا بشكل هائل حتى في الولايات قليلة السكان. والمشكلة مع البيروقراطيات تتمثل في أنه يتعين عليهم العمل بكل قوة ولفترة طويلة لمنع استبدال البقاء لخدمة مصالح ذاتية وتحقيق هدفهم الأساسي الأصلي. قليل هم من ينجحون. البيروقراطيات ليست لديها روح ولا ذاكرة ولاضمير. وإذا كان هناك حجر عثرة على الطريق نحو المستقبل، فإنه هو البيروقراطية كما نعرفها. (الصفحة 219)

## وصلات خارجية
- The Grip of Culture: Edward T. Hall (pdf)—a faithful synopsis by Sergio Missana covering:
  - The Silent Language (1959)
  - The Hidden Dimension (1966)
  - Beyond Culture (1976)
- Edward T. Hall and The History of Intercultural Communication: The United States and Japan (pdf) نسخة محفوظة 9 مارس 2021 على موقع واي باك مشين. by Everett M. Rogers, William B. Hart, and Yoshitaka Miike (2002)
- Beyond Culture: Communicating with Asian American Children and Families(pdf) by Gary Huang (1997) at Teachers College, Columbia University (from WA.gov)